# Mark Friedman
Mark Isaac Friedman, född 25 december 1995, är en kanadensisk professionell ishockeyback som är kontrakterad till Philadelphia Flyers i National Hockey League (NHL) och spelar för Lehigh Valley Phantoms i American Hockey League (AHL). Han har tidigare spelat för Bowling Green Falcons (Bowling Green State University) i National Collegiate Athletic Association (NCAA) och Waterloo Black Hawks i United States Hockey League (USHL).
Friedman draftades av Philadelphia Flyers i tredje rundan i 2014 års draft som 86:e spelare totalt.

## Statistik
| 2009–2010   | Don Mills Flyers       | GTHL        | 85  | 20 | 44 | 64 | 125 | —  | — | —  | —  | — |
| 2010–2011   | Don Mills Flyers       | GTHL        | 30  | 7  | 2  | 9  | 34  | —  | — | —  | —  | — |
|             | North York Rangers     | OJHL        | 2   | 0  | 0  | 0  | 0   | —  | — | —  | —  | — |
| 2011–2012   | North York Rangers     | OJHL        | 48  | 9  | 18 | 27 | 44  | 4  | 1 | 3  | 4  | 0 |
| 2012–2013   | Waterloo Black Hawks   | USHL        | 64  | 8  | 27 | 35 | 44  | 5  | 2 | 3  | 5  | 2 |
| 2013–2014   | Waterloo Black Hawks   | USHL        | 51  | 10 | 30 | 40 | 30  | 12 | 0 | 7  | 7  | 4 |
| 2014–2015   | Bowling Green Falcons  | NCAA        | 39  | 2  | 17 | 19 | 75  | —  | — | —  | —  | — |
| 2015–2016   | Bowling Green Falcons  | NCAA        | 42  | 6  | 17 | 23 | 40  | —  | — | —  | —  | — |
| 2016–2017   | Bowling Green Falcons  | NCAA        | 40  | 8  | 18 | 26 | 28  | —  | — | —  | —  | — |
|             | Lehigh Valley Phantoms | AHL         | 1   | 0  | 1  | 1  | 0   | —  | — | —  | —  | — |
| 2017–2018   | Lehigh Valley Phantoms | AHL         | 65  | 2  | 14 | 16 | 18  | 13 | 2 | 0  | 2  | 8 |
| 2018–2019   | Philadelphia Flyers    | NHL         | 1   | 0  | 0  | 0  | 0   | —  | — | —  | —  | — |
|             | Lehigh Valley Phantoms | AHL         | 72  | 5  | 19 | 24 | 68  | —  | — | —  | —  | — |
| NHL totalt  | NHL totalt             | NHL totalt  | 1   | 0  | 0  | 0  | 0   | —  | — | —  | —  | — |
| AHL totalt  | AHL totalt             | AHL totalt  | 138 | 7  | 34 | 41 | 86  | 13 | 2 | 0  | 2  | 8 |
| NCAA totalt | NCAA totalt            | NCAA totalt | 121 | 16 | 52 | 68 | 143 | —  | — | —  | —  | — |
| USHL totalt | USHL totalt            | USHL totalt | 115 | 18 | 57 | 75 | 74  | 17 | 2 | 10 | 12 | 6 |